# Svalenik
Svalenik (bulgariska: Сваленик) är ett distrikt i Bulgarien.   Det ligger i kommunen Obsjtina Ivanovo och regionen Ruse, i den nordöstra delen av landet, 250 km öster om huvudstaden Sofia.
Trakten runt Svalenik består till största delen av jordbruksmark. Runt Svalenik är det ganska glesbefolkat, med 32 invånare per kvadratkilometer.